# Варшавски метро
Варшавски метро је брзи транзитни подземни систем који опслужује пољску престоницу Варшаву. Тренутно се састоји од две линије, линије М1 север-југ која повезује централну Варшаву са њеним густо насељеним северним и јужним окрузима, и линије М2 исток-запад. Планиране су још три линије (М3, М4 и М5). То је једини систем метроа у Пољској.
Радови на пројектовању данашњег метроа трајали су од половине седамдесетих година XX века. Градска скупштина је 1982. године донела одлуку о изградњи прве линије метроа у Варшави. 15. августа 1983. године отпочела је изградња првог подземног тунела на Урсинову.
7. августа 1995. године у употребу је пуштен прва једанаест километара дуга деоница метроа од станице Кабати (Kabaty) до станице Политехника (Politechnika). 
Уговор за изградњу почетне централне деонице М2 потписан је 28. октобра 2009., а изградња је почела 16. августа 2011. Почетни сегмент М2, дужине 6,3 километра, са седам станица, која укључује трансфер између две линије, отворен је 8. марта 2015. Даља проширења линије отварају се од 2019. , а очекује се да ће бити завршена 2026., када ће имати 21 станицу.

## Историја

### Први покушаји (1918-1939)
Планови за изградњу подземног железничког система у Варшави датирају још из 1918., када је идеја први пут предложена након што је Варшава повратила статус главног града Пољске. Очекивало се да ће подземни железнички систем решити транспортне тешкоће густо изграђеног градског центра. Варшавска трамвајска управа је 1925. покренула правилно прелиминарно планирање и досадне радове, а очекивало се да ће изградња почети крајем 1920-их. Велика депресија је сахранила те планове, јер су Пољску и свет захватиле економске тешкоће.
Избором новог градоначелника Стефана Стажинског 1934., радови на метроу су требало да буду настављени. Градоначелник је обрисао прашину са планова из средине 1920-их, и уз нека мања прилагођавања, изградња метроа је требало да почне крајем 1930-их, са пројектованим датумом завршетка прве од две пројектоване линије за средину 1940-их. До тада је мрежа метроа требало да се састоји од две линије. Линија М1 (линија север-југ, дужине 7,4 км) требало је да прати руту сличну данашњој линији и требало је да повеже најјужнију општину Мокотов са центром града и северном општином Жолибож. Ова линија је требало да буде повезана са новоизграђеном железничком станицом Варшава Главна и железничким тунелом који прелази град од запада ка истоку. Линија М2 (исток-запад, дужине 6,36 км) требало је да почне испод најзападније општине Вола, настави дуж улице Хлодна до кључне станице испод Саксонског трга, а затим даље на исток до Висле. Тамо је пруга требало да пређе реку преко новоизграђеног моста и настави до најисточније железничке станице Варшава Всходња. Укупно је за 35 година требало да буде изграђено 7 линија. Радови су коначно почели 1938., али је Други светски рат окончао амбициозни подухват. Кратки тунели направљени 1938. данас служе као вински подрум.

## Линије

### У функцији
| Назив | Отворено | Дужина (км) | Број станица |
| ----- | -------- | ----------- | ------------ |
| M1    | 1995     | 22,7        | 21           |
| M2    | 2015     | 18,6        | 18           |

### Планиране
| Назив | Отворено                                         | Дужина (км)  | Број станица     |
| ----- | ------------------------------------------------ | ------------ | ---------------- |
| M3    | до 2032. (прва деоница) до 2050. (друга деоница) | 8            | 1, 15 планираних |
| M4    | до 2050.                                         | 26           | 23 планираних    |
| M5    | до 2050.                                         | отприлике 20 | 20 планираних    |

## Планови за будућност
Линија М1 не пролази директно испод Старог града Варшаве. Такође се не повезује директно са централном железничком станицом Варшава, при чему је најближа станица удаљена више од 400 метара источно. До отварања линије М2 у марту 2015., метро систем је био ограничен на западну обалу Висле, чиме се не чине ништа да се олакшају проблеми у саобраћају на варшавским мостовима: главно уско грло између центра града и источне четврти Прага. Планови за трећу линију до Варшавског аеродрома Шопен су напуштени у догледној будућности, а уместо тога аеродром ће опслуживати новоизграђена железничка станица.

## Пријем
Варшавски метро је 2009. освојио две „Метро награде“ у категоријама „Награда за посебне заслуге за посвећеност животној средини“ и „Најбољи програм одржавања“. Уследила је награда за најпобољшани метро 2011. Систем стално добија веома високе оцене међу својим путницима; истраживање спроведено у септембру 2014. показало је да га је 98% испитаника оценило као добро или веома добро.